# Helga Lerch
Helga Lerch (* 21. März 1955 in Mainz) ist eine deutsche Politikerin (FDP). Sie gehörte von 2016 bis 2021 dem Landtag Rheinland-Pfalz an.

## Leben und Ausbildung
Lerch wuchs in Ingelheim auf, machte 1973 ihr Abitur an der Hildegardisschule in Bingen und studierte anschließend Anglistik/Amerikanistik und Politikwissenschaften an der Johannes Gutenberg-Universität Mainz. Nach dem Referendariat arbeitete sie von 1981 bis 2008 als Gymnasiallehrerin für die Fächer Sozialkunde und Englisch am Gymnasium zu St. Katharinen in Oppenheim. Bis 2016 war Lerch Schulleiterin des Gymnasiums Nackenheim.

## Politik
Lerch trat 1976 der FDP bei. Sie ist seit 1988 Mitglied im Kreistag des Landkreises Mainz-Bingen und seit 1999 dort Vorsitzende der FDP-Fraktion.
Bei der Landtagswahl 2016 trat sie im Wahlkreis Ingelheim am Rhein an und wurde über die FDP-Landesliste in den 17. Landtag von Rheinland-Pfalz gewählt.
Am 20. Februar 2020 schloss die FDP-Fraktion im Landtag Rheinland-Pfalz Lerch aus der Fraktion aus. Lerch kündigte eine Klage dagegen an. Die Klage wurde am 30. Oktober 2020 vom rheinland-pfälzischen Verfassungsgerichtshof zurückgewiesen (Az. VGH O 52/20).

## Sonstiges
Lerch engagiert sich bei den Landfrauen und ist Mitglied im Philologenverband. 
Seit 2017 ist sie Mitglied des Kuratoriums der Fridtjof-Nansen-Akademie für politische Bildung im Weiterbildungszentrum Ingelheim.